# Falaise (Calvados)
Falaise (francouzská výslovnost: [falɛz]) je obec v departementu Calvados v regionu Normandie na severozápadě Francie.

## Dějiny
Oblast kolem Falaise byla osídlena již od pravěku, ale teprve na konci pravěku a na začátku galorománské éry byla oblast, zejména Falaise, osidlovaná pravidelně. Důkazy o osídlení z té doby byly nalezeny ve Vastonu, zemědělské oblasti severovýchodně od současného města.

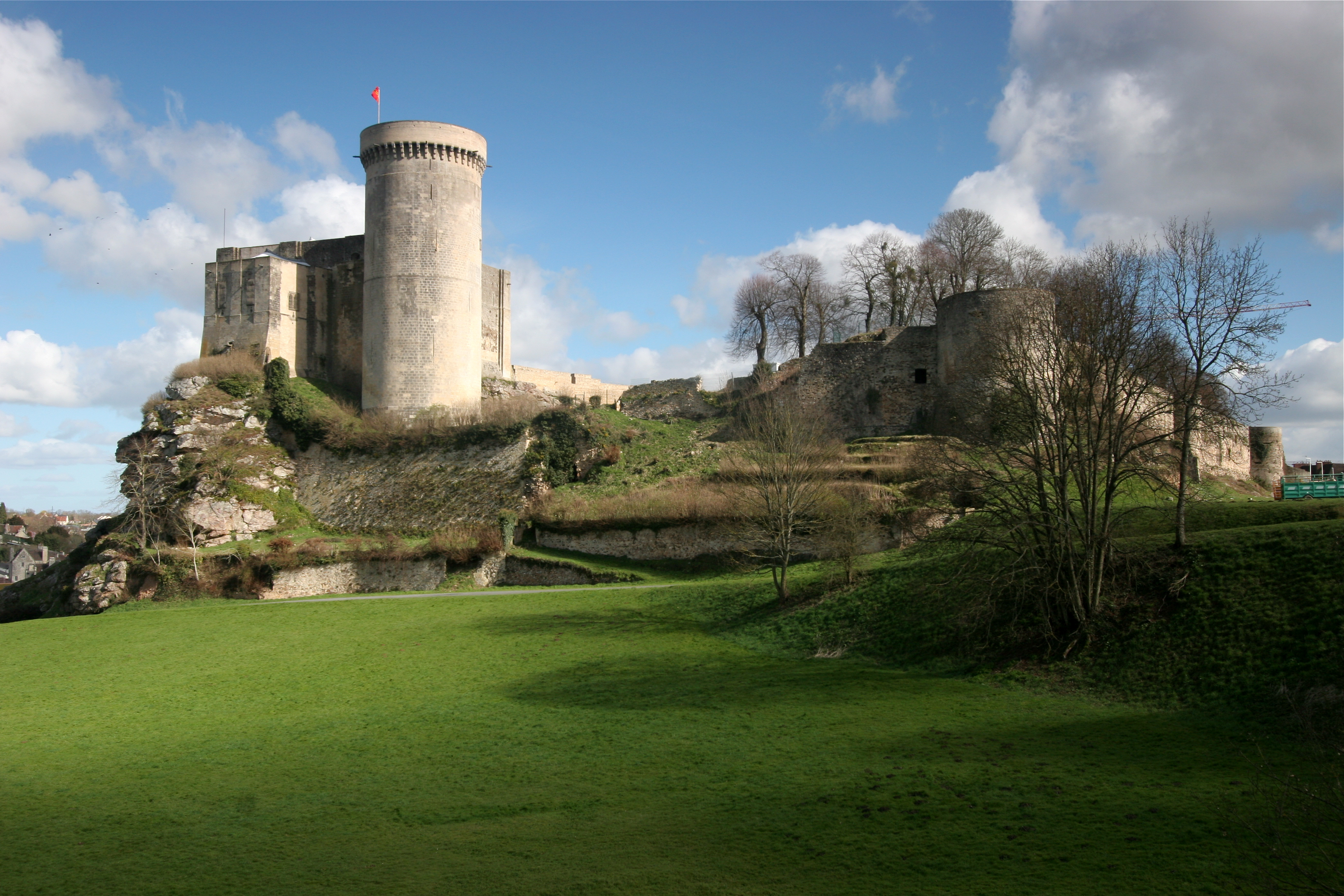
Hrad ve Falaise na skalnatém útesu

Falaise ve svém současném umístění pravděpodobně vzniklo kolem hradu.
Město bylo rodištěm Viléma I. Dobyvatele, prvního z normanských králů Anglie. Zpočátku byl označován jako Vilém Bastard, protože se narodil jako nemanželský syn Arletty z Falaise, údajně dcery koželuha.
Hrad z 12. až 13. století, který shlíží na město z vysokého útesu (francouzsky falaise), byl dříve sídlem normandských vévodů. V prosinci 1174 zde byla podepsána smlouva mezi zajatým skotským králem Vilémem I. a anglickým králem Jindřichem II. Plantagenetem.
Ve městě pobýval také dvůr rabína Joma Tova z Falaise, vnuka Rašiho.
Dne 26. října 1851 zde byla na místě narození Viléma Dobyvatele slavnostně inaugurována jeho socha.

### Druhá světová válka

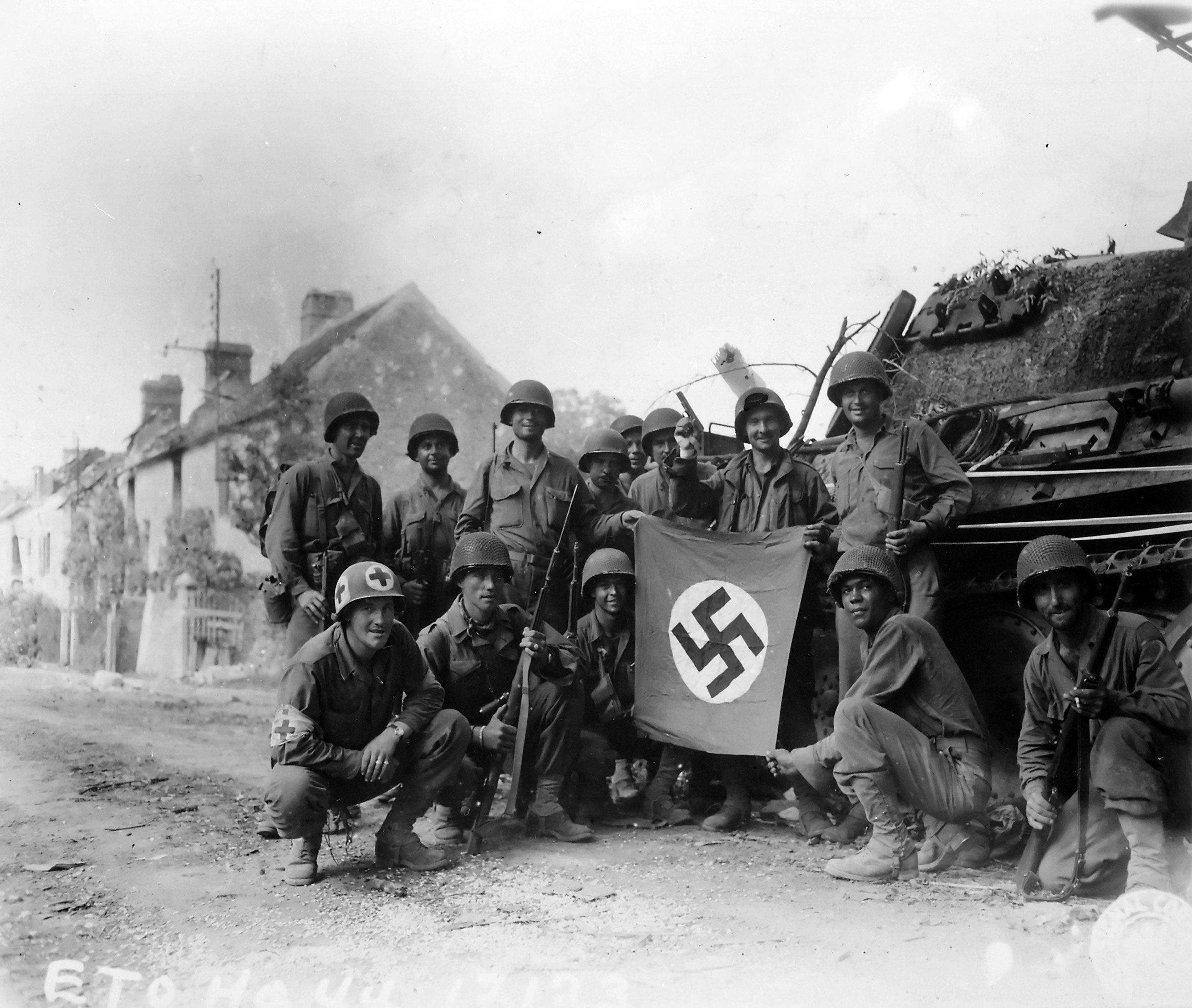
Po osvobození Falaise 2. kanadskou pěší divizí 17. srpna 1944 pózují americké jednotky s ukořistěnou německou vlajkou u vyřazeného tanku.

Z moderní doby je město známé bitvou u Falaiseské kapsy, která se odehrála během spojeneckého znovudobytí Francie (nazvaného Operace Overlord) v srpnu 1944, kdy spojenecké armády obklíčily a zničily dvě německé armády. Přibližně 10 000 německých vojáků bylo zabito a 50 000 zajato.
Dvě třetiny Falaise byly zničeny spojeneckým bombardováním, předtím, než bylo město dobyto spojenými silami kanadských a polských jednotek. Město bylo po válce z velké části obnoveno.

## Geografie
Falaise protékají řeka Ante a řeka Trainefeuille, oba přítoky řeky Dives.
Na východě hraničí s oblastí známou jako Suisse Normande.
| Růžice kompasu |                       | Aubigny                          | Versainville | Růžice kompasu |
| Růžice kompasu | Noron-l'Abbaye        | Sever                            | Eraines      | Růžice kompasu |
| Růžice kompasu | Noron-l'Abbaye        | Falaise                          | Eraines      | Růžice kompasu |
| Růžice kompasu | Noron-l'Abbaye        | Jih                              | Eraines      | Růžice kompasu |
| Růžice kompasu | Saint-Martin-de-Mieux | La Hoguette a Saint-Pierre-du-Bû |              | Růžice kompasu |

## Populace
| Rok  | Pop.  | ± %      |
| ---- | ----- | -------- |
| 1968 | 7 180 | —        |
| 1975 | 8 368 | + 2,21 % |
| 1982 | 8 597 | + 0,39 % |
| 1990 | 8 119 | − 0,71 % |
| 1999 | 8 434 | + 0,42 % |
| 2007 | 8 456 | + 0,03 % |
| 2012 | 8 413 | − 0,10 % |
| 2017 | 8 186 | − 0,55 % |

Zdroj:

## Body zájmu

### Hrad ve Falaise
Hlavním lákadlem města je hrad ve Falaise, který využívali normandští vévodové jako své sídlo až do 13. století, kdy jej dobyl král Filip II. Francouzský. Obecně je známý jako hrad Viléma Dobyvatele (francouzsky Château Guillaume le Conquérant), protože se zde narodil. V roce 1840 byl prohlášen za historickou památku a dnes je přístupný veřejnosti.

### Národní kulturní památky
Kromě hradu ve Falaise se zde nachází dalších 23 budov a areálů zapsaných jako historická památka. Tři z těchto památkově chráněných budov, stará budova soudu a dva domy, již nestojí, protože byly zničeny během druhé světové války. Další 3 památkově chráněné objekty jsou měšťanské domy ze šestnáctého, sedmnáctého a osmnáctého století. Zbývajících 17 zapsaných památek je uvedeno níže:
- Château de la Fresnaye – zámek ze sedmnáctého století, domov Nicolase Vauquelina, který byl v roce 1945 zapsán na seznam památek.[19] Od roku 1986 je ve vlastnictví města a nyní slouží k pořádání výstav.[20][21]
- Socha Viléma Dobyvatele – socha z devatenáctého století, vyobrazující Viléma Dobyvatele, jak sedí na koni a nese gonfanon, který mu byl předán papežem Alexandrem II.[22] Sochu vysochal Louis Rochet a v roce 2024 byla zařazena na seznam památek.[22]
- Place Guillaume-le-Conquérant – dlážděná podlaha obklopující sochu a vedoucí k hradu byla uvedena jako památka v roce 1935.[23]
- Staré městské hradby – pozůstatky městských hradeb ze 13. a 17. století, které byly poprvé uvedeny jako památka v roce 1927.[24]
- Krytá tržnice – postavená v roce 1953 jako náhrada za starou obilnou halu, která byla zničena během války, byla v roce 2010 uvedena na seznam památek.[25]
- Panství Mesnil-Besnard – panský dům ze 16. století zapsaný na seznamu památek v roce 1987.[26]
- Hôtel-Dieu – místo, kde se ve 13. století nemocným a starým lidem dostávalo péče.[27] V roce 1764 byl přeměněn na kapli, která jako taková zůstala až do 2. světové války, kdy byla téměř úplně zničena.[27] Během 60. a 70. let 20. století byl kompletně obnoven a nyní funguje jako městská knihovna.[27] Jako památka byl zapsán v roce 1927.[28]
- La Romaine Inn – bývalý hostel ze sedmnáctého století, který byl uveden jako památka v roce 1946.[29]
- Hospodský znak – vytesaný kamenný hostinský znak ze 17. století, zapsaný jako památka v roce 1946.[30]
- Veletržní domky Guibray – bývalý domek z 18. století, zapsaný jako památka v roce 1975.[31]
- Hotel Saint-Léonard – hotel z 18. století, který byl zapsán na seznam památek v roce 1968.[32]
- Hotel Les Rives – bývalý hotel postavený v 18. století.[33] Budova byla zařazena mezi památky v roce 1967.[34]
- Louis Liard Lycée – střední škola pro chlapce postavena ve třetí čtvrtině 20. století poté, co byla původní škola zničena během druhé světové války.[35] Budova je památkově chráněna od roku 2010.[35]
- Kostel Panny Marie z Guibray – románský kostel z 12. století zařazený mezi památky v roce 1961.[36][37]
- Kostel Saint-Gervais-Saint-Protais – kostel z 12. století, jehož stavba pravděpodobně začala krátce po dobytí Anglie v roce 1066 na popud Viléma Dobyvatele.[38] Mezi památky byl zařazen v roce 1862.[39]
- Kostel sv. Vavřince – kostel z 12. století, postavený z darů Matyldy Flanderské.[40] Mezi památky byl zařazen v roce 1927.[41]
- Kostel Nejsvětější Trojice – nejprve postaven v roce 840, ale zničen během obléhání Philippe Auguste a poté přestavěn v roce 1204.[42] Mezi památky byl zařazen v roce 1889.[43]

### Muzea
- Musée des Automates – muzeum bylo založeno v roce 1994 a je věnováno automatům, hlavně těm vyrobeným v letech 1920 až 1960. Má více než 300 vystavených předmětů.[44]
- Muzeum André Lemaîtreho – muzeum založené v roce 2000 je věnováno dílu umělce André Lemaîtra.[45] V prosinci 2022 muzeum přidalo Micro-Folie de Falaise – Espace André Lemaitre, které návštěvníkům umožňuje digitálně zpřístupnit na obřích obrazovkách 2 500 uměleckých děl z 12 velkých francouzských muzeí.[46]
- Memorial des Civils dans La Guerre histoire – muzeum slavnostně otevřené v roce 2016 je věnováno každodennímu životu lidí uprostřed druhé světové války a vzdává hold 20 000 civilistům zabitým v bitvě o Normandii.[47][48]

## Galerie

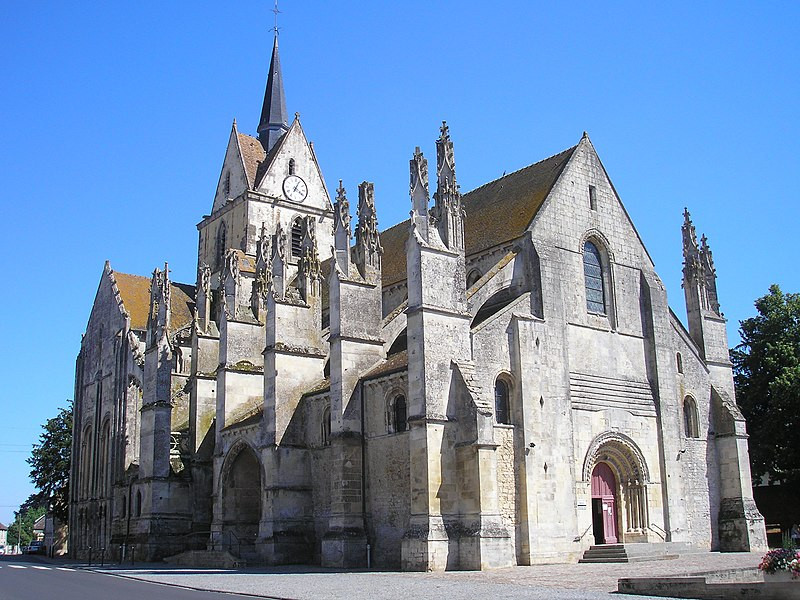
Kostel Panny Marie z Guibray
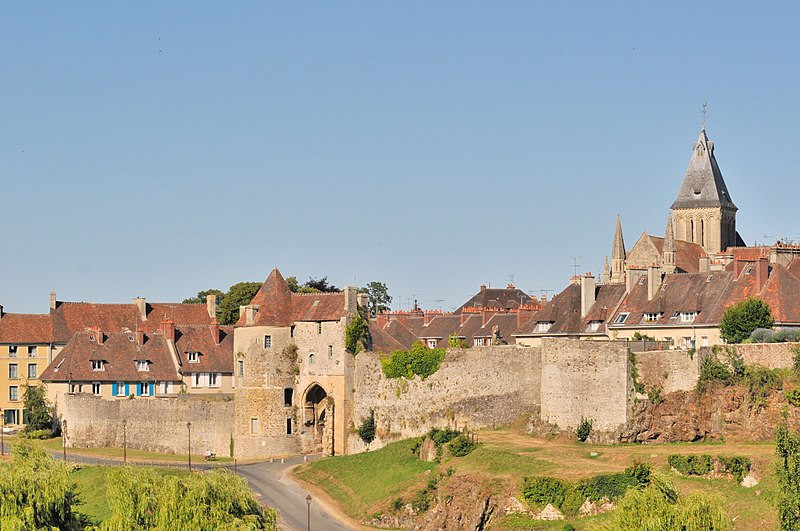
Staré městské hradby ve Falaise
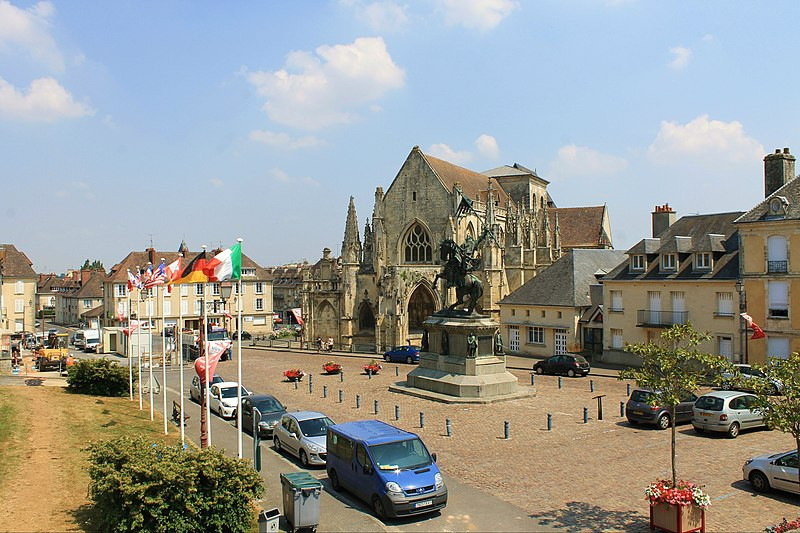
Place Guillaume-le-Conquérant
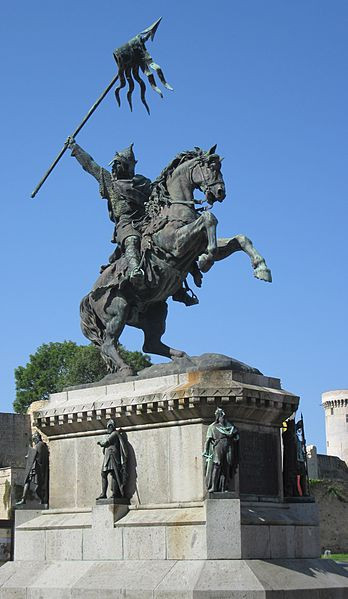
Socha Viléma Dobyvatele
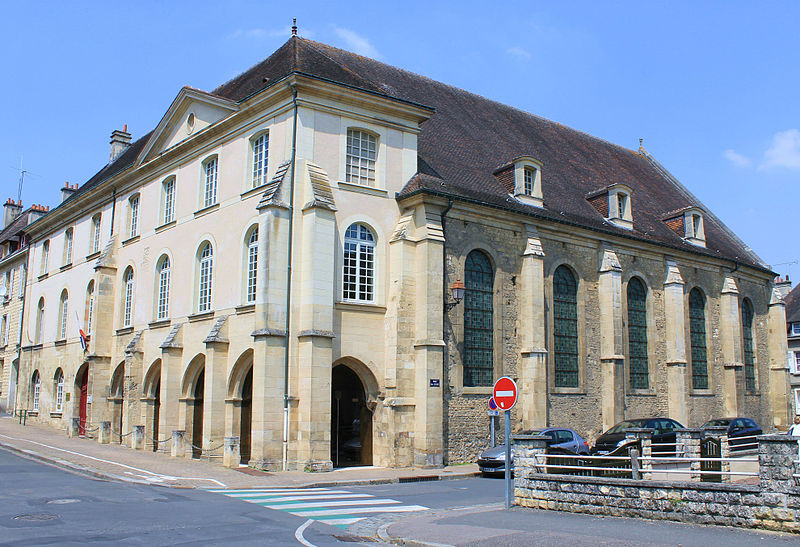
Starý hotel Hôtel-Dieu ve Falaise – nyní městská knihovna
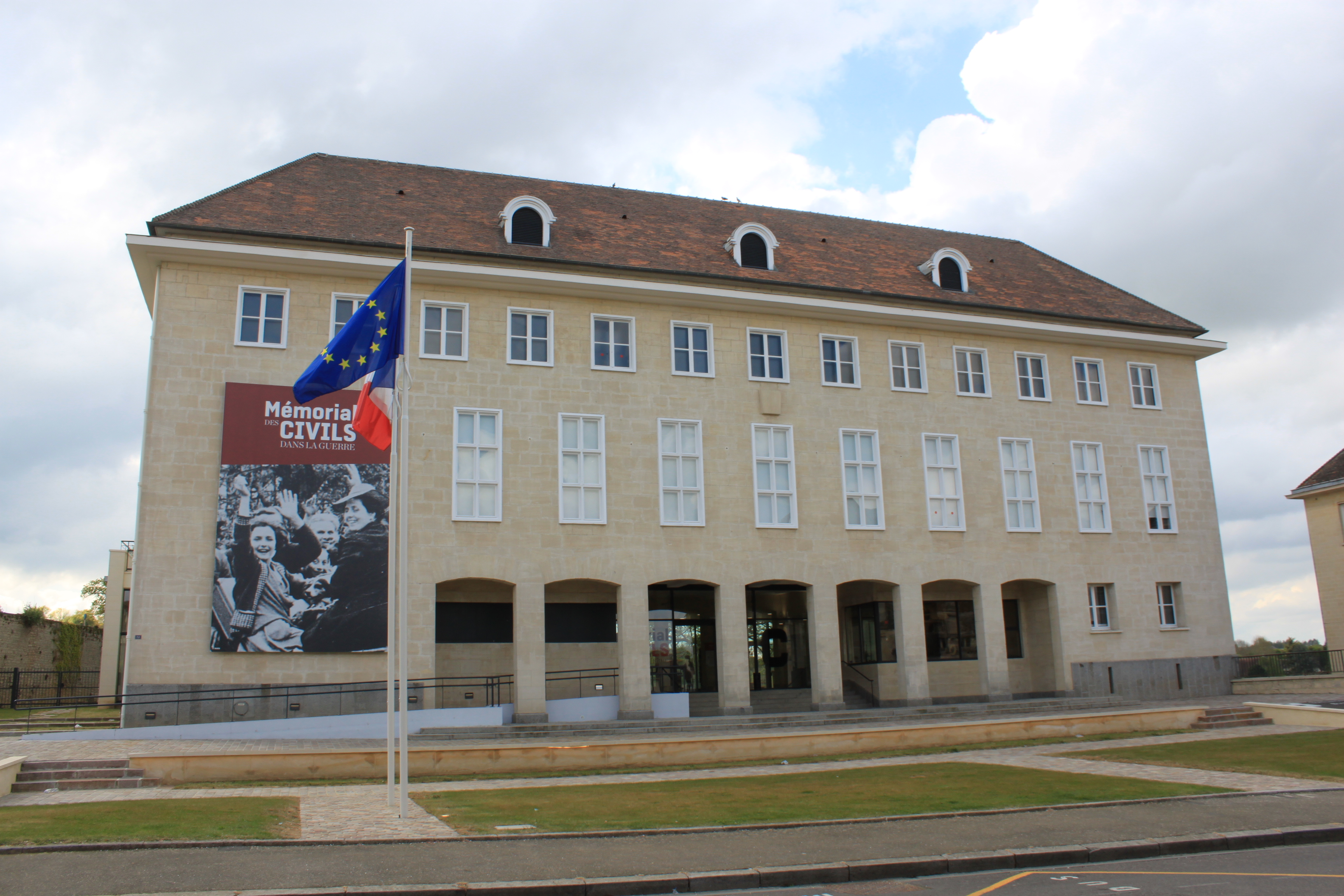
Memorial des Civils dans La Guerre histoire
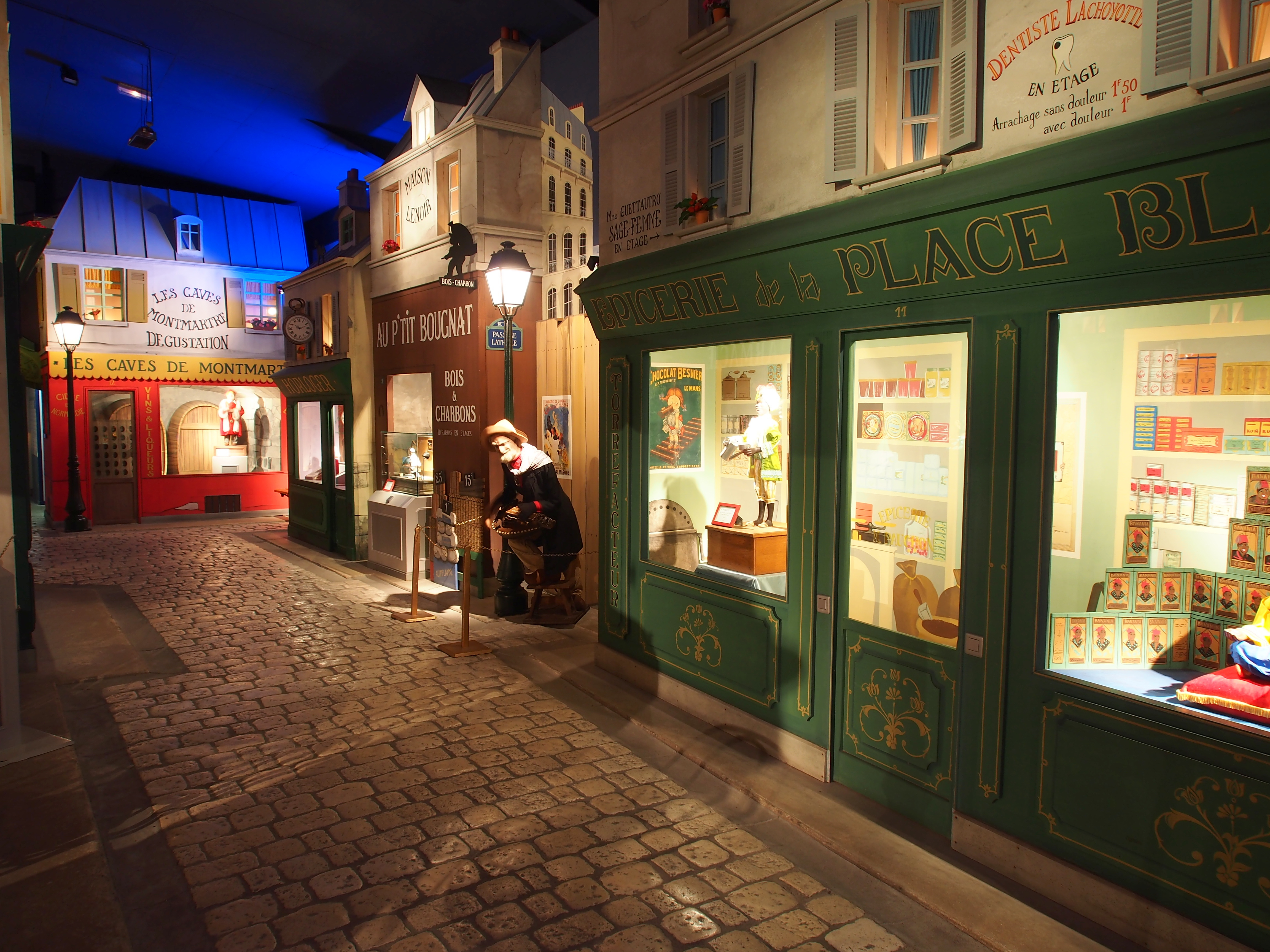
Musée des Automates

## Významní lidé a zvířata
- Arletta z Falaise († asi 1050) – normanská žena známá tím, že byla matkou Viléma I. Dobyvatele a také Vilémových prominentních nevlastních bratrů biskupa Oda z Bayeux a hraběte Roberta z Mortain.[49]
- Vilém I. Dobyvatel (asi 1028–1087) – budoucí anglický král, se narodil ve Falaise.[50]
- Jom Tov z Falaise – francouzský rabín z 11. století, vnuk Rašiho, který se zde narodil.[51]
- Samuel ben Solomon z Falaise – francouzský rabín z 12. a 13. století, který se zde narodil.[51]
- Nicolas Vauquelin des Yveteaux (1567–1649) – francouzský libertinský básník, syn Jeana Vauquelina de la Fresnaye, se narodil zde na hradě de La Fresnaye.
- Antoine de Montchrestien (asi 1575–1621) – francouzský voják, dramatik, dobrodruh a ekonom, který se zde narodil.[52]
- François Bonnemer (1638–1689) – francouzský malíř a rytec, který se zde narodil.[53]
- Pierre Henry-Larivière (1761–1838) – francouzský politik a zástupce Calvadosu v Konventu, který se zde narodil.[54]
- Frédéric de Lafresnaye (1783–1861) – ornitolog, který se zde narodil a zemřel.
- Louis-Félix-Étienne Turgot (1796–1866) – francouzský diplomat a politik, který se zde narodil.
- Louis Alphonse de Brébisson (1798–1888) – francouzský botanik a fotograf, který se zde narodil a zemřel.[55]
- Moustache (1799–1812) – barbet o němž se říká, že hrál roli ve francouzských revolučních a napoleonských válkách a se zde narodil.[56]
- Pauline Rolandová (1805–1852) – francouzská feministka a socialistka, která se zde narodila.[57]
- Charles-Philippe de Chennevières-Pointel (1820–1899) – francouzský spisovatel a historik umění, který se zde narodil.[58]
- Louis Alphonse Gassion (1881–1944) – byl otcem Édith Piaf a bavičem, cirkusákem a divadelním hercem, který se zde narodil.[59]
- Lucien Plantefol (1891–1983) – botanik a člen Francouzské akademie věd, který vyvinul teorii listových šroubovic k vysvětlení fylotaxe a který se zde narodil.
- Jacques Hébert (1920–2018) – francouzský politik, který se zde narodil a zemřel.[60]
- Alain Ferté (* 1955) – francouzský profesionální závodní jezdec, který se zde narodil.[61]
- Michel Ferté (1958–2023) – francouzský profesionální závodní jezdec, který se zde narodil.[62]
- Rodolphe Thomas (* 1962) – francouzský politik a člen MoDemu, který se zde narodil.[63]
- Stéphane Le Bouyonnec (* 1962) – kanadský politik, který se zde narodil.[64]
- Cédric Hengbart (* 1980) – francouzský profesionální fotbalový trenér a bývalý fotbalista, který se zde narodil.[65]

## Partnerská města
Partnerská města Falaise jsou:

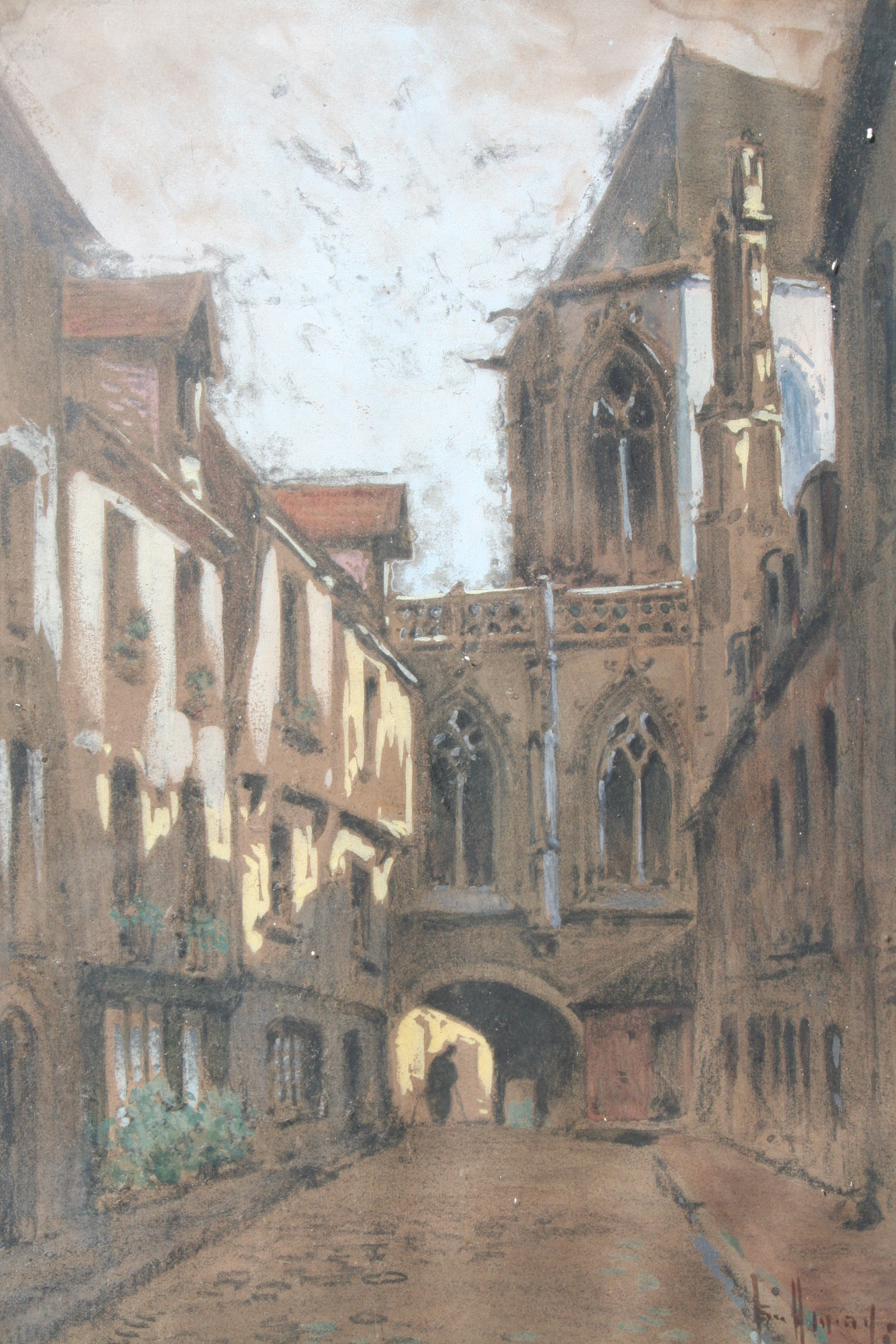

- Henley-on-Thames, Spojené království, od roku 1974[66]
- Bad Neustadt an der Saale, Německo, od roku 1969[67]
- Cassino, Itálie, od roku 1975[67]
- Alma, Kanada, od roku 1969[67]